# Casey
Casey 是一款西文無襯線體，是九廣鐵路公司為其鐵路系統企業形象而設計的字體。Casey字體家族細分下可分成Casey Regular、Casey Medium和Casey Bold。

## 由來
據聞Casey這個名稱是來自九鐵英文簡稱KCR頭兩個字母的諧音（KC>Casey）。於網上亦有人製作Casey Replica字體以模仿Casey字體，都是由Myriad字體系列修改而成的。其與Casey的分別是前者間隔較小。實際上，Casey字體和其他相似字體例如Myriad和Segoe UI的分別只在於其字體顯得較瘦，而數字則以Formata Cond加以修改。

## 應用
Casey是九廣鐵路公司委託Dalton Maag製作，於1996年開始率先使用在九鐵標誌英文"KCR"及柴油機車編號上，並於1997年5月號員工雜誌《策力》封面開始使用新字體及標誌。後來於東鐵都城嘉慕電動列車翻新後，隨後來港服務的SP1900型電動列車及輕鐵在1998至2002年間翻新的第1、2期列車及分別在1997年購入的輕鐵第3期列車均於列車編號及車內告示均用上此字體。在九廣西鐵、馬鞍山鐵路和東鐵尖沙咀/落馬洲支線通車時，更廣泛拓展到作為指示牌、車站名稱、宣傳單張的官方字型，兩鐵合併至今，港鐵公司為了統一文字格式而減少使用Casey字體。除此之外，個別機構如恆生Cash dollars的宣傳品、領展商場、康文署公共圖書館及公共休憩空間等等的英文專用字型亦有做用類似Casey的字體。
2008年起，長虹電視字體用上了Casey。但显示的Casey字体数字是等宽的，不是比例的。
康文署轄下公園及運動場的部分指示牌亦採用Casey字體。
新加坡地鐵湯申－東海岸線亦使用Casey改良版Stroudley字體，替代Ocean Sans字體。

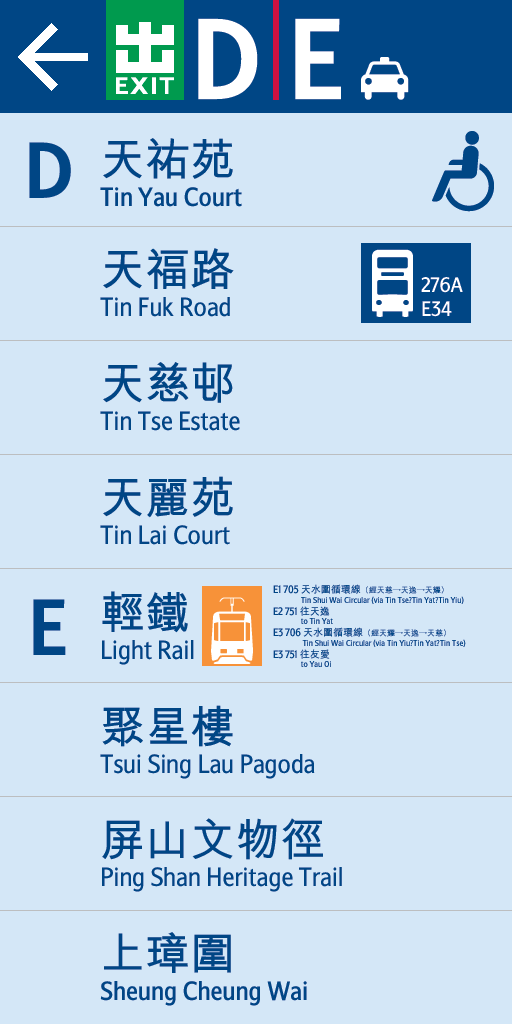
九鐵出口指示上，英文字體用上了Casey
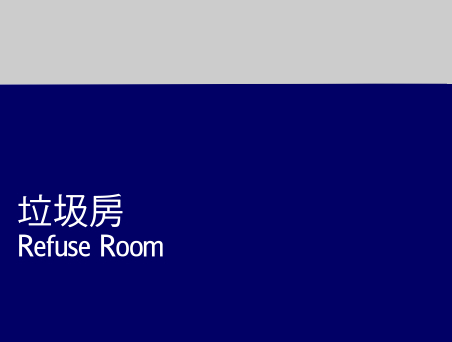
九鐵車站房間標示上的Casey字體（圖片使用了Casey Replica）
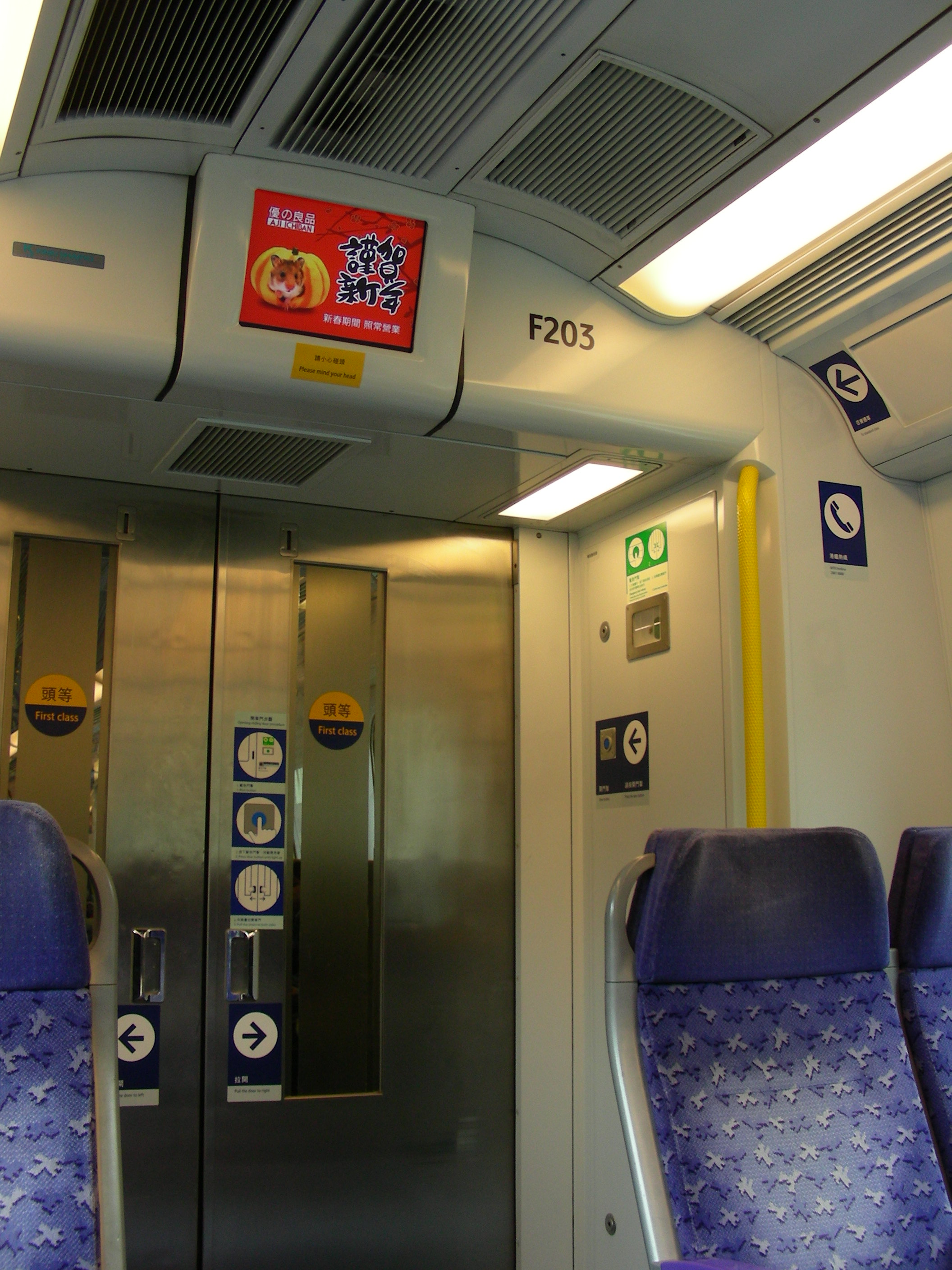
最先使用Casey的地方是車內外的車廂編號（右上角）